# وی۳۵۴ قیفاووس
وی۳۵۴ قیفاووس (به انگلیسی: V354 Cephei) یک فراغول سرخ در صورت فلکی قیفاووس و در کهکشان راه شیری است. فاصلهٔ این ستاره با خورشید حدود ۹٬۰۰۰ سال نوری است.

## اندازه
این ستاره چهارمین ستارهٔ بزرگ شناخته شده است. تنها ستارگان شناخته شده‌ای که از وی۳۵۴ قیفاووس بزرگ ترند به ترتیب شعاع عبارتند از:
- وی وای سگ بزرگ
- دابلیوااچ جی۶۴
- وی وی قیفاووس ای